# Съдебен спор
„Съдебен спор“ е единственото в България съдебно шоу. Излъчва се всяка събота и неделя от 11 часа в ефира на Нова телевизия. Първоначално се излъчва като част от „Станция Нова“, но след свалянето му от ефир се отделя като самостоятелно предаване. Водеща на предаването от декември 2023 г. е Ромина Тасевска.
Епизодите могат да бъдат гледани на страницата на NOVA Play и YouTube.

## Формат
В предаването се явяват ищец, който е завел граждански иск срещу ответника. Ответникът много често не се явява и се представлява от служебен защитник, който е истински адвокат. В началото на предаването водещата задава въпроси на ищеца, а след това се показва репортажа на главния редактор на „Съдебен спор“ Жоро Игнатов. В този репортаж ищеца и Игнатов отиват до ответната страна и я питат въпроси свързани с делото. Репортажите са с продължение около 15 минути. След този репортаж започва съдебният процес. В залата влиза съдията и двете страни започват да излагат доказателства и да отговарят на въпросите на съдията. Често идват свидетели и вещи лица. След като той се оттегля на съвещание „журито“ (т.е. публиката в залата) и водещата задават уточняващи въпроси, след което гласуват за една от страните в процеса. Зрителите на предаването могат също да гласуват на страницата на Съдебен спор в интернет сайта Facebook. Съдията влиза в залата и съобщава съдебното определение. Определенията често нямат нищо общо с вота на публиката в залата.
Историите и участниците в Съдебен спор са реални. Постановените съдебни решения не ангажират съдебните институции. Те нямат абсолютно никаква сила за страните в процеса, а единствено показват съображенията на телевизионния съдия, който се позовава на действащото българското законодателство.
В края или в началото на всяка една календарна година има и специално издание, в което се показват най-добрите и най-смешните моменти в предаването за изминалата година.

## Състав
- Жоро Игнатов – главен редактор
- Ромина Тасевска – водещ
- Иван Сотиров – съдия
- Валентин Василев – пристав

Телевизионният съдия в реалния живот е адвокат.